# Indian Congress (Socialist) – Sarat Chandra Sinha
Der Indian Congress (Socialist) – Sarat Chandra Sinha (ICS(SCS)) war eine Partei in Indien, die zwischen 1984 und 1999 existierte.

## Parteigeschichte
Der ICS(SCS) war eine von mehreren Abspaltungen der Kongresspartei. Im Jahr 1978 wurde der damalige Chief Minister von Karnataka D. Devaraj Urs nach einem Zerwürfnis mit Indira Gandhi aus der Kongresspartei ausgeschlossen. Er gründete daraufhin eine eigene Partei, den später so genannten Congress (U). Bei der Parlamentswahl 1980 schnitt der Congress (U) enttäuschend ab. Er gewann nur 5,3 % der Stimmen und 13 Wahlkreise während der rivalisierende Congress (I) unter Indira Gandhi 42,7 % der Stimmen und 353 Wahlkreise gewann. In der Folgezeit zeigten sich akute Auflösungserscheinungen des Congress (U) und viele seiner Vertreter kehrten wieder zu Indiras Kongresspartei zurück.
1984 spaltete sich vom Congress (U), der sich mittlerweile in Congress (S) (Indian Congress (Socialist)) umbenannt hatte, auch eine Fraktion unter dem ehemaligen Chief Minister von Assam Sarat Chandra Sinha ab. Die neue Gruppierung wurde durch die indische Wahlkommission als Partei unter dem Namen Indian Congress (Socialist) – Sarat Chandra Sinha, kurz ICS(SCS) anerkannt. Sinha fungierte seitdem als Parteipräsident des ICS(SCS).

## Wahlergebnisse
Der ICS(SCS) gewann bei der Parlamentswahl in Indien 1989 und 1991 jeweils landesweit knapp 1 Million Stimmen (0,3–0,4 %) und einen Wahlkreis (3-Badagara in Kerala) und wurde durch die Indische Wahlkommission als „nationale Partei“ geführt. Bei der Wahl 1996 trat er unter dem Namen Indian Congress Socialist an und gewann nur noch 404.261 Stimmen (0,12 %), keinen Wahlkreis und hatte nur noch den Status einer Bundesstaatspartei.

## Auflösung
Am 27. Mai 1999 gründete Sharad Pawar nach einem Streit mit Sonia Gandhi über die Führerschaft der Kongresspartei eine eigene Partei, die Nationalist Congress Party (NCP). Am 25. Juli 1999 schloss sich der IC(S) der NCP an und löste sich damit als Partei auf.
Im Jahr 2002 sagte sich die lokale Organisation der NCP in Kerala unter Kadannappally Ramachandran von der Mutterpartei los und gründete am 28. Mai 2002 den Indian Congress (Socialist) in Kerala neu. Seitdem existiert der ICS als kleine Regionalpartei in Kerala, die politisch der Parteienkoalition der Left Democratic Front assoziiert ist.